# Lébombi
Lébombi är ett vattendrag i Gabon, ett biflöde till Ogooué. Det rinner genom provinsen Haut-Ogooué, i den östra delen av landet, 500 km öster om huvudstaden Libreville.